# Brug 338
Brug 338 is een vaste brug in Amsterdam-Oost.
De verkeersbrug met veel ruimte voor voetgangers is gelegen in de Johannes van der Waalsstraat (bij huisnummer 101) en overspant de Molenwetering, die hier in het midden ligt van het Archimedesplantsoen. De brug in de vorm van een grote duiker komt uit de pen van Piet Kramer, werkend bij de Dienst der Publieke Werken. Ze dateert van ongeveer 1928. Ze kostte destijds samen met drie andere bruggen over de Molenwetering 60.000 gulden. Kramer gebruikte daarbij zijn Amsterdamse Schoolstijl. Het bouwwerk heeft de typische kenmerken van Kramer. Een daarvan is de mengeling van baksteen en natuursteen in de vorm van graniet, die hier ook is toegepast in de dragende pijlers van de brug, die door die wisseling eruitzien als een stapel damstenen. De voor Kramer gebruikelijk siersmeedijzeren balustrades zijn hier tot een minimum beperkt, ze zijn alleen aan de uiteinden (landhoofden) toegepast. De balustrades op de brug zelf zijn van baksteen met een sierlint van metaal erop, gedragen door pijlertjes die ontstaan uit granieten blokjes. Die sierlinten doen sterk denken aan Kramers bruggen in het Amsterdamse Bos. De balustrades kennen ook het typerende metselverband van de Amsterdamse School (afwisseling horizontaal en verticaal). In de jaren vijftig is de brug verbreed.
Op de brug staat een lantaarnpaal ontworpen door Friso Kramer, zoon van Piet Kramer.

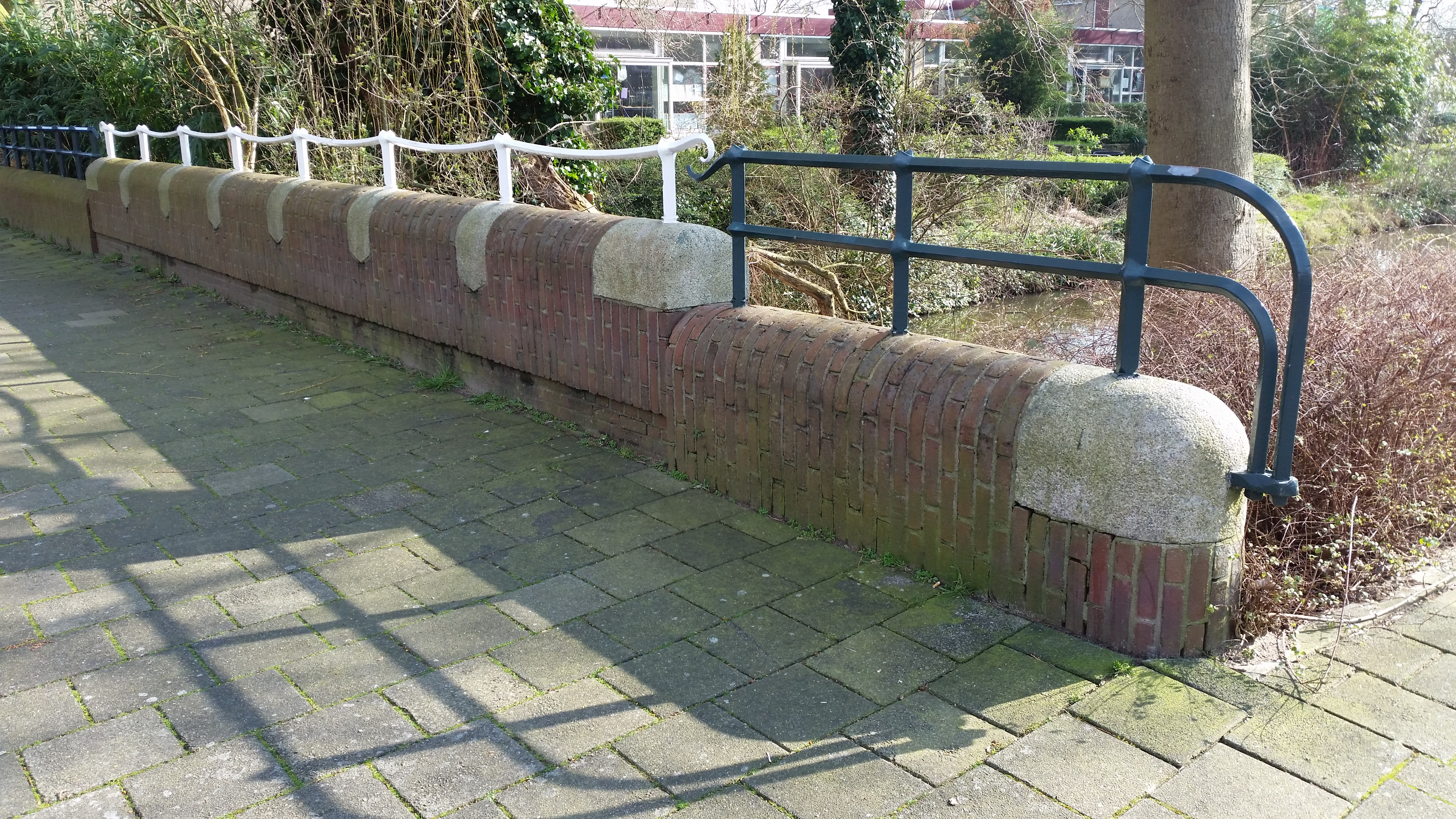
Balustrade van brug 338 (maart 2020)

<<< · 300 · 301 · 302 · 303 · 304 · 305 · 306 · 307 · 308 · 309 · 310 · 311 · 312 · 313 · 314 · 315 · 316 · 317 · 318 · 320 · 321 · 322 · 323 · 324 · 325 · 327 · 328 · 330 · 331 · 332 · 333 · 334 · 335 · 336 · 337 · 338 · 339 · 340 · 341 · 342 · 343 · 344 · 345 · 346 · 347 · 348 · 349 · 350 · 351 · 352 · 353 · 354 · 355 · 356 · 357 · 358 · 359 · 360 · 361 · 362 · 363 · 364 · 365 · 366 · 367 · 368 · 371 · 372 · 373 · 374 · 375 · 376 · 377 · 378 · 379 · 380 · 381 · 382 · 383 · 385 · 386 · 387 · 388 · 389 · 390 · 391 · 392 · 393 · 394 · 395 · 396 · 397 · 398 · 399 · >>>
Brugnummers 319, 326, 329 (tijdelijke duiker in de Ringspoordijk), 369, 370, 384 zijn niet (meer) vergeven.